# Do What U Want
«Do What U Want » - пісня американської співачки Леді Гаги  за участю Ар Келлі, випущена 21 жовтня 2013 лейблами Streamline Records і Interscope Records. Композиція написана Гагою спільно з DJ White Shadow, Мартіном Брессо і Вільямом Грігаціном для третього студійного альбому Artpop. Вперше пісню «Do What U Want» можна було почути в рекламі Best Buy 17 жовтня 2013 року. Пісня була випущена як промо-сингл, однак, за успіх в багатьох країнах, лейбл зробив її другим офіційним синглом з альбому.
Робота над композицією тривала до 2013 року, поки її не додали в список композицій альбому Artpop. Текст пісні показує Ґаґу, яка прямолінійно вичитує своїх недоброзичливців, висловлюючи свою думку про те, що її думки, мрії і почуття належать тільки їй, незважаючи на те, що говорять про це інші. Пісня отримала позитивні відгуки музичних критиків які хвалили простоту пісні. Деякі критики знайшли схожість у звучанні голосу Ґаґи з Тіною Тернер і Крістіною Агілерою .